# Reddito alimentare
Reddito di alimentare è il nome con cui viene chiamata una forma di sussidio non finanziario istituito dalla Repubblica Italiana con la legge n. 197 del 2022. Si tratta di una misura dalla duplice valenza, sviluppando esso una politica d'integrazione condizionata al reddito attraverso generi alimentari e un'altra di lotta agli sprechi alimentari. 

## Descrizione
Approvato nel 2022 come sperimentazione nelle città metropolitane attraverso un emendamento alla legge di bilancio a firma di Marco Furfaro, la misura si ispira a un modello di sussidiarietà circolare che vede coinvolto Stato, Terzo Settore e Privati per la raccolta e la distribuzione di generi alimentari altrimenti gettati via ai cittadini in condizioni d'indigenza. 
Il Reddito alimentare non prevede infatti l'acquisto, a monte, di derrate alimentari da distribuirsi sotto forma di sussidio, bensì il recupero di prodotti che rimango invenduti (spesso a causa di sistemi di sovrapproduzione) e che tramite di esso vengono quindi dati a persone in condizione di fragilità sociale tramite dei pacchi alimentari.  
In questo, la differenza rispetto alle già attuali pratiche di supporto messe in campo dal volontariato sta nel fatto che il Reddito alimentare è uno strumento dello Stato e non del Terzo Settore. Stato che viene così attivamente coinvolto nell'organizzazione della logistica, della definizione della platea di beneficiari e nella supervisione dell'effettiva esigibilità di quello che si delinea come un diritto all'alimentazione riconosciuto alle categorie più fragili.

## Storia
Il Reddito alimentare nasce nel 2021 da un’idea di Leonardo Cecchi, opinionista politico e militante del Partito Democratico. Nel biennio 2021-2022, la proposta raccoglie oltre 70mila firme sulla piattaforma Change.org. Esiste un Comitato nazionale che ne promuove la diffusione.
Lo strumento è stato presentato in maniera autonoma anche da diversi Comuni italiani per tramite di mozioni ed ordini del giorno. In Regione Liguria, Umbria e Toscana sono stati avviati iter per l’avvio di sperimentazioni regionali autonome rispetto alla misura nazionale. 